# Bishorn
O Bishorn é um cume dos Alpes valaisanos, Suíça cujo ponto culminante se encontra a 4153 m pelo que é um cumes dos Alpes com mais de 4000 m. Na realidade o cimo é formado por dois cumes, o ocidental, mais alto e coberto de neve com 4153 m, e o oriental em rocha com 4135 m.
Para alguns alpinistas esquiadores, como Hans Steinbichler de Chiemgau, este é um dos mais belos 4000 m para se fazer com recurso a esquis.

## Ascensão
A primeira ascensão é feita em 18 de agosto de 1884 por G. S. Barnes, R. Chessyre-Walker, Joseph Imboden e J. M. Chanton.
Segundo a via desejada pode utilizar-se a Cabana de Tacuit para a vertente ocidental, ou o Refúgio Turtmann para a oriental.